# Узкоколейная железная дорога Боржоми — Бакуриани
Узкоколейная железная дорога Боржоми — Бакуриани — памятник железнодорожной техники конца XIX — начала XX веков. Железная дорога с шириной колеи 900 мм и длиной 38 км соединяет два населённых пункта в Боржомском районе Грузии: Боржоми и Бакуриани.
В 2020 году началась реставрация железнодорожного полотна, по состоянию на октябрь 2023 года процесс ещё продолжается.

## История
Железная дорога построена для подвоза отдыхающих к минеральным источникам Бакуриани в 1898 — 1901 годах. Трасса узкоколейки проходит по горной местности со сложным рельефом, из-за чего в 1966 году она была электрифицирована на напряжение в 1,5 кВ постоянного тока. До этого на дороге использовались паровозы, один из которых, 1914 года выпуска, установлен на постамент в Боржоми. После электрификации железной дороги вместо паровозов началась эксплуатация узкоколейных электровозов серии ЧС11, построенных специально с учетом особенностей местности, через которую пролегает железная дорога. Используются построенные специально для этой дороги Демиховским заводом вагоны ПВ-900.
На участке дороги между станциями Цагвери и Цеми расположен известный мост-виадук, спроектированный по специальному заказу в 1902 году в архитектурном бюро Александра Густава Эйфеля — архитектора Эйфелевой башни. На строительстве моста в качестве инженера-техника работал первый грузинский авиатор Виссарион Кебурия.

## Движение

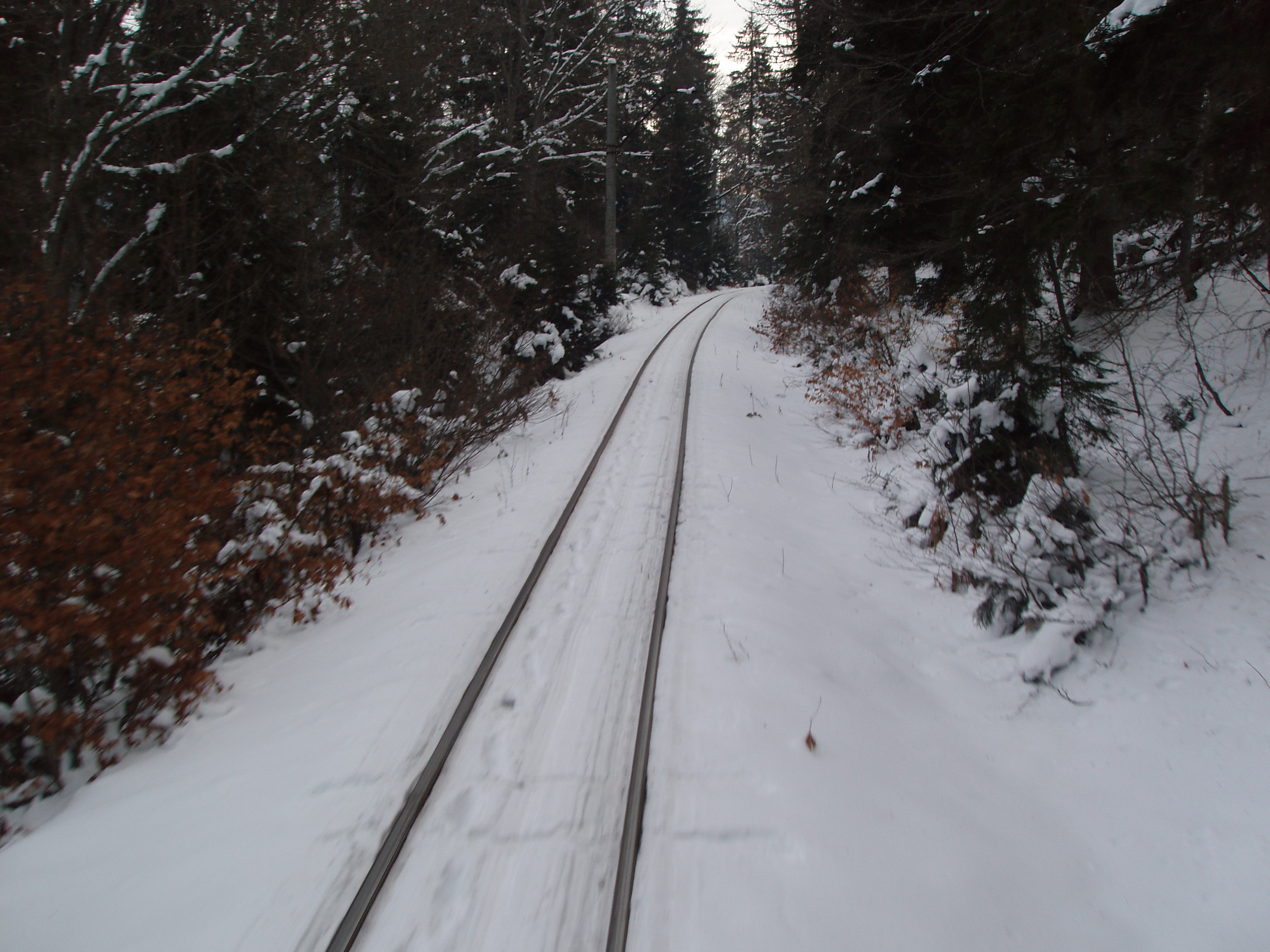
Узкоколейка Боржоми — Бакуриани зимой

На дороге осуществляется регулярное пассажирское движение. Грузовое движение было частым до 1991 года, так как до распада СССР интенсивно использовалось месторождение Бакурианского андезита. После распада СССР месторождение андезита практически не используется. В основном дорога используется туристами, желающими полюбоваться видами гор, открывающимися из окон вагонов, однако после завершения курортного сезона этой железнодорожной веткой часто пользуются местные жители. Поездка из Боржоми в Бакуриани или обратно занимает 2—2,5 часа. Столь большая продолжительность поездки связана с частыми спусками и подъёмами, а также большой крутизной на участках маршрута.
По состоянию на 1 октября 2023 года УЖД закрыта на реконструкцию ЖД путей уже около двух лет, сроки окончания реконструкции пока неизвестны

## Станции и остановочные пункты УЖД Боржоми — Бакуриани
- Боржоми (выход к платформам широкой колеи)
- Даба
- Цагвери
- Цеми
- Тба
- Либани
- Патара-Цеми
- Бакуриани

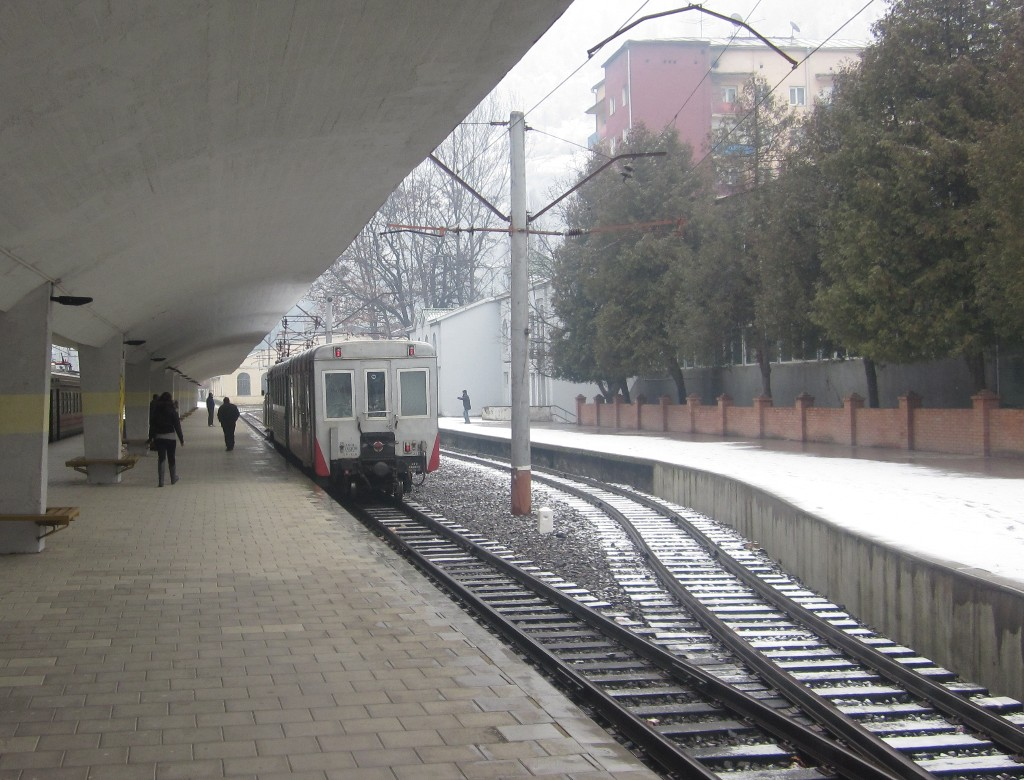
Станция Боржоми
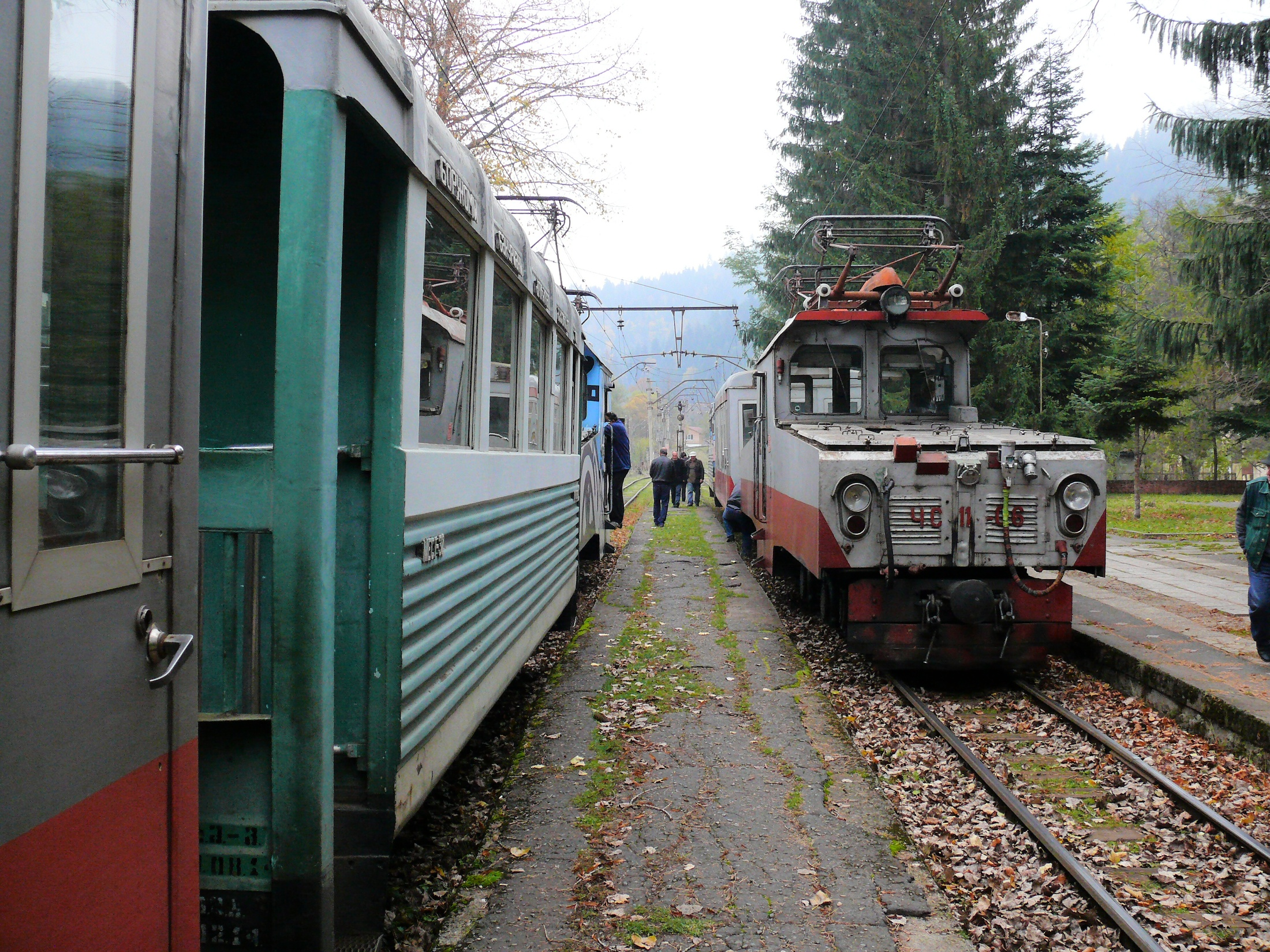
Станция Цагвери
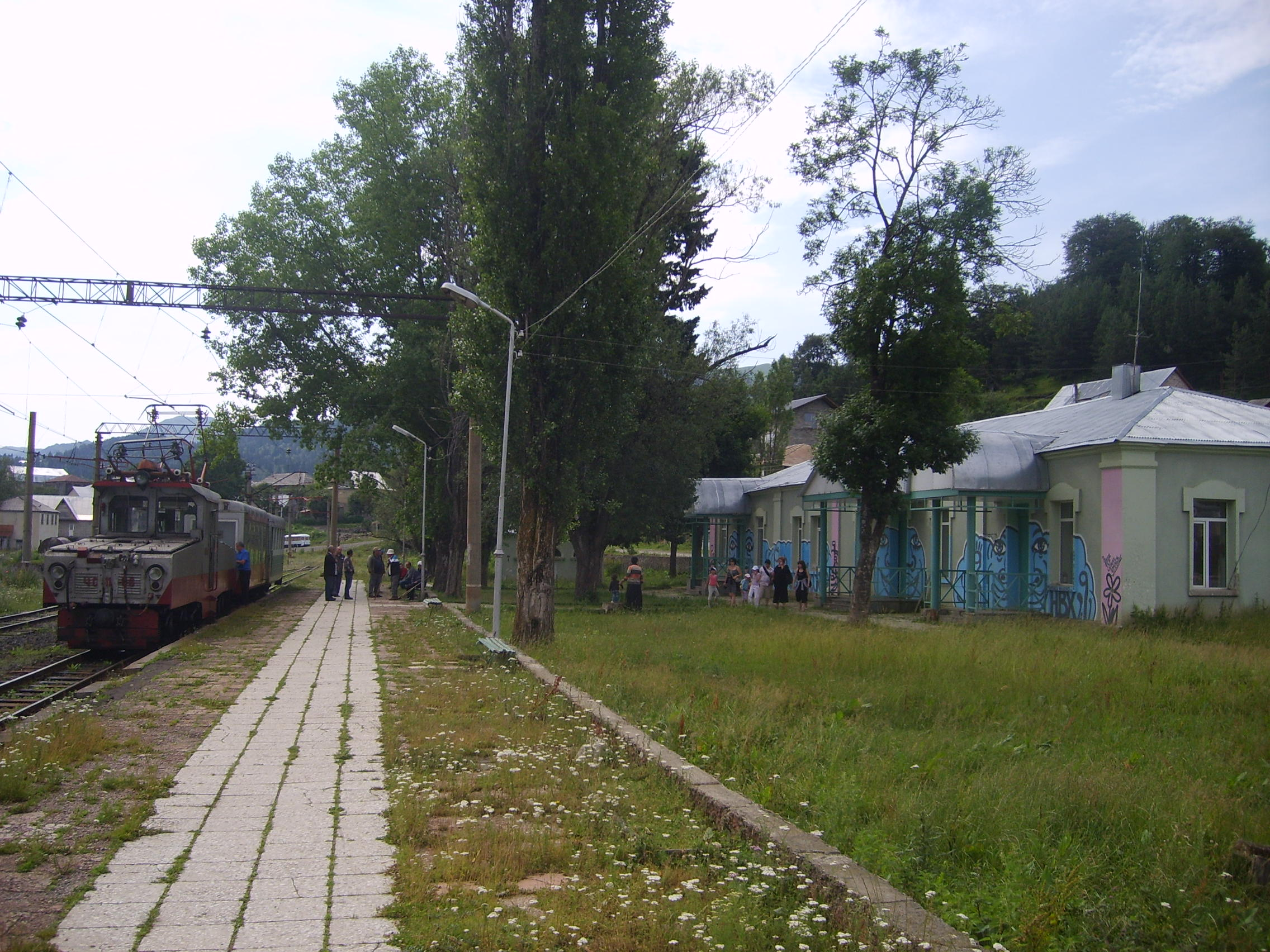
Станция Бакуриани

## УЖД Боржоми — Бакуриани в кинематографе
На УЖД Боржоми — Бакуриани снимались фильмы:
- 1959 год — «Цветок на снегу», режиссёр Шота Манагадзе.
- 1969 год — «Не горюй!», режиссёр Георгия Данелия.
- 1991 год — «Путешествие товарища Сталина в Африку», режиссёр Ираклий Квирикадзе.